# Diane Adélaïde de Mailly-Nesle
Diane Adélaïde de Mailly, hertiginna de Lauraguais, född 1714 i Paris, död där 1769, var en fransk hovdam, mätress till kung Ludvig XV av Frankrike 1742–1745. Hon var en av de fem systrarna de Nesle som alla utom en var älskarinnor till Ludvig XV. Hon var älskarinna åt Ludvig samtidigt som sin syster Marie Anne de Mailly 1742–1744 och sedan en kort tid 1744–1745 innan han inledde sitt förhållande med Madame de Pompadour, men betraktades aldrig som särskilt betydelsefull.

## Biografi
Diane Adélaïde de Mailly var dotter till Louis de Mailly, markis av Nesle och Mailly och prins d'Orange (1689–1767) och Armande Félice de La Porte Mazarin (1691–1729); hennes mor var sondotter till Hortense Mancini. Hon gifte sig år 1742 med Louis de Brancas, hertig av Lauraguais och Villars (1714–1793). Mailly var hovdam, dame du palais, åt drottning Marie Leszczyńska. Hon var känd för kommentaren: "Min make bedrog mig, så jag kan inte ens vara säker på att vara mor till mina egna barn".
Diane Adélaïde kom till hovet och utnämndes till hovdam genom sina äldre systrar, Louise Julie de Mailly och Pauline Félicité de Mailly-Nesle, som båda var kungens älskarinnor. Ludvig XV hade ett sexuellt förhållande även med henne, utan att avsluta sin relation till hennes systrar, vilket ställde till skandal och gjorde att hon förlorade sin ställning som hovdam. Hon kunde dock kvarbli vid hovet genom sitt äktenskap samma år. 
Enligt samtiden uppehöll hennes tredje syster, Ludvig XV:s nästa mätress Marie Anne de Mailly, kungens intresse genom ett ménage à trois med sin syster, Diane Adélaïde de Mailly. Det är dock omdebatterat huruvida Mailly verkligen hade ett sexuellt förhållande med monarken vid den tidpunkten. Efter hennes systers död i december 1744 hade Ludvig en tid ett sexuellt förhållande med henne, enligt uppgift för att trösta sig efter hennes systers död. Hon ersattes 1745 med madame de Pompadour.